# Rolando Tamburini
Rolando Tamburini (Piombino, 25 novembre 1923 – Piombino, 29 aprile 2012) è stato un politico e sindacalista italiano.

## Biografia
Cresciuto a Piombino nella borgata del Cotone, nel gennaio 1943 fu spedito come militare a Bressanone in un reggimento d’artiglieria da montagna e finì prigioniero in un lager tedesco a Linburg.
Dopo la guerra iniziò a lavorare come operaio all'Ilva e inizio a impegnarsi nel sindacato. Fu segretario della Camera del Lavoro di Spoleto e poi lavorò per la CGIL a Piombino, città nella quale dal 1965 guidò il comitato comunale del Partito Comunista Italiano. Fu sindaco di Piombino dal 1970 al 1976, quando, con 28 780 preferenze ricevute alle elezioni politiche, approdò alla Camera; fu rieletto alle politiche del 1979 con 23 048 preferenze. Terminò il mandato parlamentare nel 1983.
Negli anni Ottanta ricoprì la carica di presidente del Piombino Calcio e dell'azienda di trasporto pubblico locale ATM.
È morto nel 2012 all'età di 88 anni.